# Zygophyllum subtrijugum
Zygophyllum subtrijugum är en pockenholtsväxtart som beskrevs av Carl Anton von Meyer. Zygophyllum subtrijugum ingår i släktet Zygophyllum och familjen pockenholtsväxter. Inga underarter finns listade i Catalogue of Life.